# 貝爾佐尼 (密西西比州)
貝爾佐尼（英語：Belzoni）是一個位於美國密西西比州漢弗萊斯縣的城市。根據2010年美國人口普查，該地共人口2,235人，而該地的面積約為2.50平方千米。同時該地也是漢弗萊斯縣的縣治。

## 地理
貝爾佐尼的座標為33°10′54″N 90°29′06″W / 33.18167°N 90.48500°W，而該地的平均海拔高度為34米（即122英尺）。